# Alföldy Jenő (irodalomtörténész)
Alföldy Jenő (Budapest, 1939. július 28. –) József Attila-díjas (1984) magyar irodalomtörténész, kritikus, szerkesztő.

## Élete
Alföldy Jenő (1904–1984) fül-orr-gégész, egyetemi tanár és Halmy Kornélia fiaként született. 1957-ben érettségizett az Eötvös József Gimnáziumban. 1958–1969 között a Magyar Távirati Iroda fotósa volt. 1964–69 között az ELTE BTK magyar nyelv és irodalom szakán tanult. 1969–1991 között az Élet és Irodalom munkatársa, 1975–1991 között rovatvezető, közben 1986–1988 között a Magvető Könyvkiadó szerkesztője, 1989–1992 között A hónap versei című tévéműsor szerkesztője volt. 1991-től tíz évig a Nemzeti Tankönyvkiadó társadalomtudományi főszerkesztőjeként dolgozott. 2001 óta nyugdíjas.
Írásai főként a kortárs magyar lírához (Kálnoky László, Benjámin László) kapcsolódnak.

### Magánélete
1998-ban feleségül vette Dobozi Eszter József Attila-díjas költőnőt.

## Művei
- Kálnoky László (kismonográfia, 1977)
- Versek a zsebben (összeállító, szerkesztő, 1978)
- Fiatal magyar költők (társszerző, 1980)
- Miért szép? (társszerző, 1981)
- Élménybeszámoló (tanulmányok, kritikák, 1983)
- Illyés Gyula emlékkönyv (társszerző, 1984)
- Vérző zászlók. Benjámin László költészetéről (kismonográfia, 1986)
- Visszhang (tanulmányok, kritikák, 1986)
- Szép versek (összeállító, szerkesztő, 1986-1990)
- Kálnoky László öregkori költészete (tanulmány, 1987)
- Rend a homályban. Kalandozás a mai magyar lírában (tanulmányok, 1989)
- Irodalmi fogalomtár A-Z (1993, 1995, 1997)
- Koppintások. Irodalmi paródiák és utánzatok (1993)
- Arany és Petőfi levelezése prózában, versben (szerkesztette, 1995)
- Versek és elemzések a tizenhárom-tizennégy éves diákoknak (tanári kézikönyv, 1995)
- Olvasmánynapló Mark Twain Koldus és királyfi című regényéhez (1997)
- Példázatok. Csanádi Imre költői világa (kismonográfia, 1997)
- Menekülő szív. Kálnoky László emlékezete (összeállító, 2000)
- Haza, a magasban I–II. (társszerző, 2002)
- Halandó kézzel halhatatlanul. Elemzések és tanulmányok Illyés Gyula verseiről (2003)
- Másodvirágzó. Csanádi Imre emlékezete (összeállító, 2003)
- Arany öntudat. József Attila-tanulmányok (2005)
- Csanádi Imre: Hajnali káprázat (szerkesztette, 2005)
- „Egy szenvedély margójára” (műelemzések, 2005)
- Irodalom 5. Olvasókönyv az ötödik évfolyam számára (2005)
- Irodalom 6. (2006)
- Ady Endre versei (válogatta, 2006)
- Templomépítők. Költők, könyvek, versek (2006)
- Irodalom 7. - Olvasókönyv (2008)
- Irodalom 8. - Olvasókönyv (2008)
- Csanádi Imre költői világa I-II. (2009)
- Tornai József: Közelképek írókról, MMA, (2016)

## Díjai, elismerései
- Szocialista Kultúráért (1976)
- Minisztériumi Nívódíj (1979)
- József Attila-díj (1984)
- SZOT-díj (1985)
- Tekintet-díj (2004)
- Arany János-díj (2014)
- A Magyar Érdemrend lovagkeresztje (2015)